# Amethystpython
Die Einteilung der Lebewesen in Systematiken ist kontinuierlicher Gegenstand der Forschung. So existieren neben- und nacheinander verschiedene systematische Klassifikationen. 
Das hier behandelte Taxon ist durch neue Forschungen obsolet geworden oder ist aus anderen Gründen nicht Teil der in der deutschsprachigen Wikipedia dargestellten Systematik.
Der Amethystpython (früher Morelia amethistina) wurde im Jahr 2000 in fünf Arten aufgeteilt:
- Simalia amethistina, Syn.: Morelia amethistina (Neuguinea-Amethystpython)
- Simalia clastolepis, Syn.: Morelia clastolepis (Seram-Python)
- Simalia kinghorni, Syn.: Morelia kinghorni (Australischer Amethystpython)
- Simalia nauta, Syn.: Morelia nauta (Tanimbar-Python)
- Simalia tracyae, Syn.: Morelia tracyae (Halmahera-Python)

2014 wurden noch folgende zwei Arten in die Gattung gestellt:
- Simalia boeleni (Boelens Python)
- Simalia oenpelliensis (Oenpelli-Python)

Mit dem wissenschaftlichen Namen Simalia amethistina wird heute nur noch der Neuguinea-Amethystpython bezeichnet. Innerhalb der Gattung Rautenpythons (Morelia) waren die fünf Amethystpythonarten untereinander am nächsten verwandt. Deshalb wurde vorgeschlagen, sie als eigenständige Gattung mit Namen Australiasis abzutrennen. Da der Gattungsname Australiasis jedoch ungültig ist, wurde der Gattungsname Simalia (Gray, 1849) für die neue Gattung der Amethystpythons eingeführt.